# ناحیه کارنگا
ناحیه کارنگا (به لاتین: Karenga District) یک منطقهٔ مسکونی در اوگاندا است که در اوگاندا واقع شده‌است. ناحیه کارنگا ۸۴٬۱۰۰ نفر جمعیت دارد.